# Иоганн Казимир (герцог Саксен-Кобурга)
Иоганн Казимир (нем. Johann Casimir von Sachsen-Coburg; 12 июня 1564 или 12 июня 1564, Гота — 16 июля 1633, Кобург) — герцог Саксен-Кобурга, сын герцога Иоганна Фридриха Среднего.

## Биография
Иоганн Казимир — средний из трёх сыновей Иоганна Фридриха II Среднего, герцога Саксонии, и его второй супруги Елизаветы Пфальцской, дочери курфюрста Фридриха III Благочестивого. После имперского подавления Готы его отец 15 апреля 1567 года лишился владений и свободы. Иоганн Казимир вместе с младшим братом Иоганном Эрнстом и матерью проживал сначала при дворе своего дяди Иоганна Вильгельма, который был опекуном детей, в Веймаре, затем в Айзенахе и Айзенберге.
В 1570 году Шпейерский рейхстаг восстановил сыновей в унаследованных от отца правах. Через два года, летом 1572 года, мать поехала к своему мужу, находившемуся в заключении в Австрии. Эрфуртским договором деления от 6 ноября 1572 года обоим сыновьям было присуждено новое герцогство Саксен-Кобург. Герцогство состояло из южно- и западно-тюрингенских областей, в том числе с городами Айзенах, Гота и Хильдбургхаузен. Опекунами детей были, наряду с Иоганном Георгом (с 1578 — Георг Фридрих I, маркграф Бранденбург-Ансбаха) и дедушкой с материнской стороны Фридрихом III, курфюрстом пфальцским, также враг их отца Август (курфюрст Саксонии), который заботился о воспитании под его надзором, а также саксонское правительство опеки в Кобурге, куда Иоганн Казимир и его брат переехали 5 декабря 1572 года.
В 1578—1581 годах Иоганн Казимир учился в Лейпцигском университете.
Только после смерти Августа (курфюрста Саксонии) в феврале 1586 года герцог Иоганн Казимир в возрасте 22 лет вместе со своим братом Иоганном Эрнстом смог принять управление герцогством.

## Правление
В 1596 году для Иоганна Эрнста было создано княжество Саксен-Айзенах, и Казимир дальше правил в Кобурге один. Его владения состояли из учреждений Кобурга с судами Лаутер, Бад-Родах и Гештунгсхаузен, Хельдбург с судом Хильдбургхаузен, Рёмхильд, Айсфельд, Шалькау, Зоннеберг, Нойштадт, Нойхаус, Мёнхрёден и Зоннефельд.
При Иоганне Казимире Кобург, город-резиденция, отличался культурным процветанием и оживлённым строительством. Сооружённые в то время здания можно видеть и сегодня. Так, дворец Эренбург был перестроен в стиле ренессанса, расширен Veste Coburg (крепость Кобурга), сооружён арсенал и Ратуша на Рыночной площади.
В церкви Святого Маврикия в Кобурге в 1598 году он поставил алебастровый надгробный памятник своим родителям высотой 12 м, который причисляется к самым красивым эпитафиям эпохи Возрождения в Германии.
Наряду с этим он основал гимназию Casimirianum, расширил дворцовую библиотеку.
В 1603 году он принял на работу композитора Мельхиора Франка в качестве придворного капельмейстера.
Его двор охватывал временами 213 человек и 130 лошадей.
Как собственные высшие органы власти по юстиции и церкви он создал в Кобурге в 1589 году суд двора (особый суд для дворян), апелляционный суд, судебный двор, в 1593 — консисторию, которые ранее располагались в Йене. Однако, прежде всего, он создал в качестве ядра кобургской государственности управленческий аппарат, который и после его смерти существовал долго и пережил множество политических переворотов.
Политически Иоганну Казимиру удалось подчинить имперское рыцарство своему господству, в котором он гарантировал юрисдикцию в рыцарских поместьях. Он создал церковный порядок для лютеранской церкви с герцогом как summus episcopus, который был позже принят многими тюрингскими государствами.
До 1629 года герцогу Казимиру удавалось оставаться нейтральным в Тридцатилетней войне. После его вступления в шведский союз в 1632 город Кобург был занят императорскими и баварскими войсками под командованием Валленштайна. Но осада мощной крепости Кобург оказалась безуспешной. Сам герцог Иоганн Казимир своевременно сбежал в Тюрингию, где в его распоряжении имелся дворцово-замковый комплекс Хельдберг
Во время его правления процессы над ведьмами и сожжение ведьм в Кобурге достигли наивысшей точки. Он позволил провести 178 процессов над ведьмами.
Умер бездетным, и его земли перешли к младшему брату Иоганну Эрнсту.

## Семья
6 мая 1584 года Иоганн Казимир обручился без согласия своего отца с Анной, принцессой Саксонской, младшей дочерью курфюрста Августа Саксонского, с которой впоследствии сочетался браком 16 января 1586 в Дрездене. Супруги разошлись в 1593 году из-за измены жены; Иоганн Казимир содержал Анну под стражей до её смерти в 1613 году. Второй раз он женился в 1599 году на Маргарите (1573—1643), дочери князя Вильгельма Брауншвейг-Люнебургского. Детей в обоих браках не было.